# Virachola lorisona
Virachola lorisona är en fjärilsart som beskrevs av William Chapman Hewitson 1863. Virachola lorisona ingår i släktet Virachola och familjen juvelvingar. Inga underarter finns listade i Catalogue of Life.